# Schulek Frigyes
Schulek Frigyes (Pest, 1841. november 19. – Balatonlelle, 1919. szeptember 5.) építész, műegyetemi tanár, az MTA tagja. Schulek Vilmos szemészorvos bátyja, Schulek János építész apja, Reuss Endre mérnök nagyapja.

## Származása
Schulek Frigyes felvidéki, szepességi családból származott. Édesanyja Zsigmondy Auguszta, édesapja Schulek Ágoston kereskedő, akkori értelemben véve közgazdász, Kossuth Lajos pénzügyminisztersége idején a minisztérium osztálytitkára. Az 1848–49-es forradalom és szabadságharc idején Schulek Ágoston a kormánnyal együtt Debrecenbe tette át hivatali székhelyét, majd visszatért Pestre. Érintettsége okán a szabadságharc bukását követően nemkívánatos személlyé nyilvánították, és családjával együtt újból Debrecenbe költözött. Schulek Frigyes egyenes ágú ősei ld.: Schulek család (felvidéki)

## Életpályája

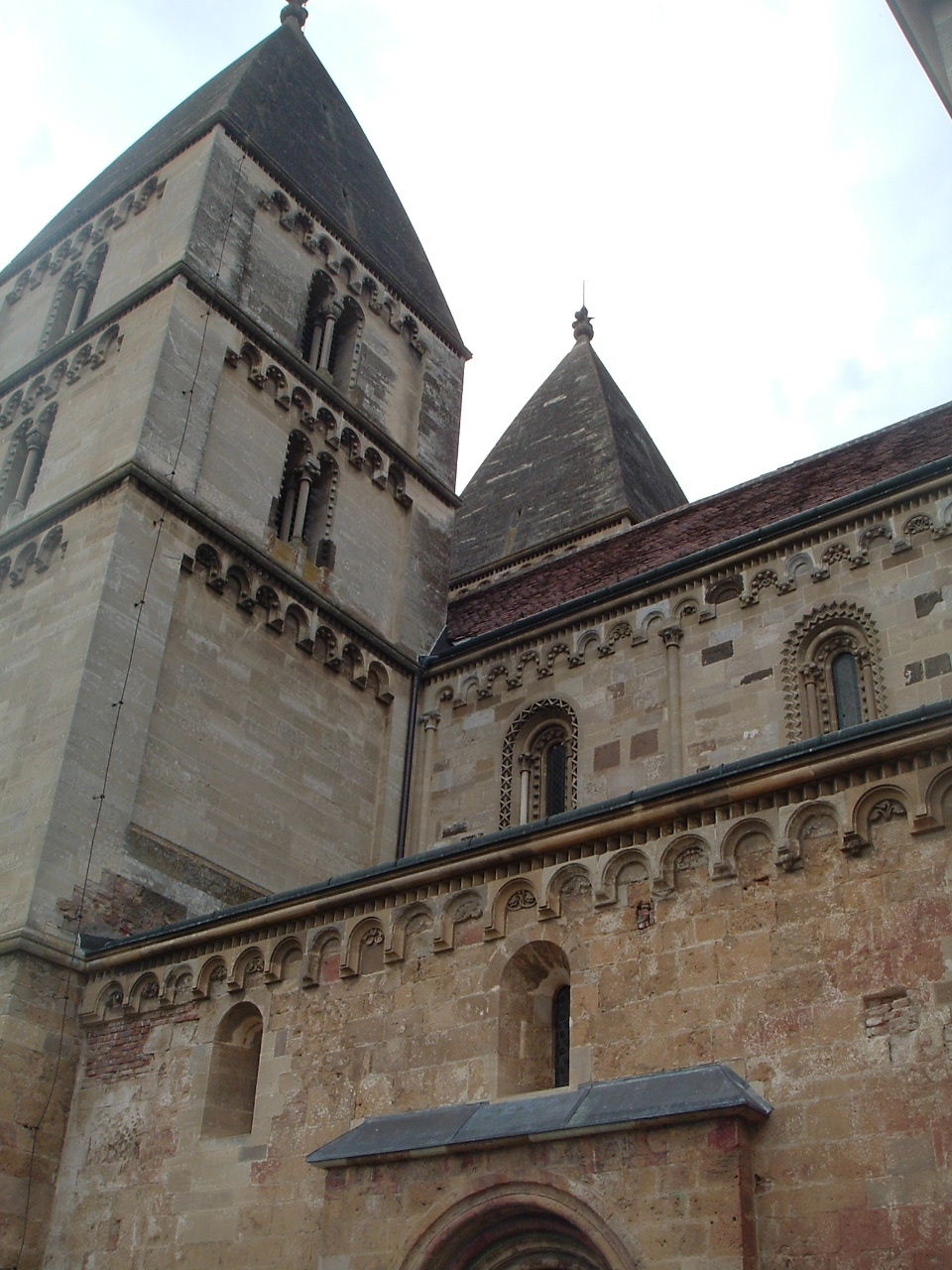
A Schulek Frigyes által restaurált Jáki templom

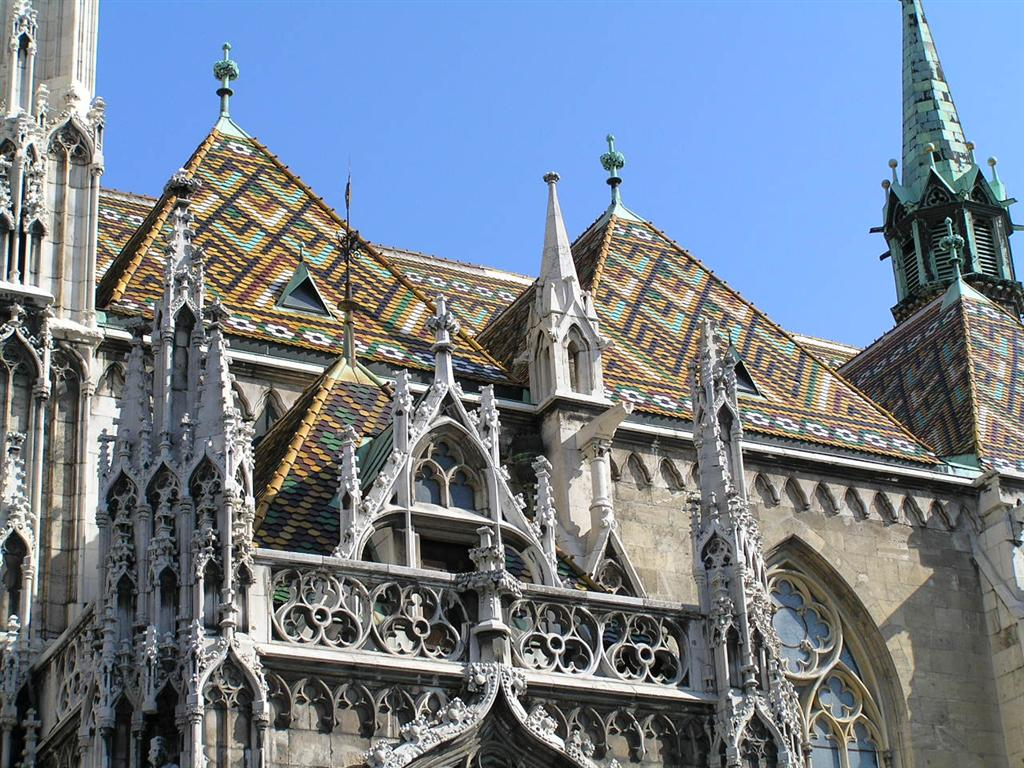
A Schulek Frigyes által restaurált Mátyás-templom

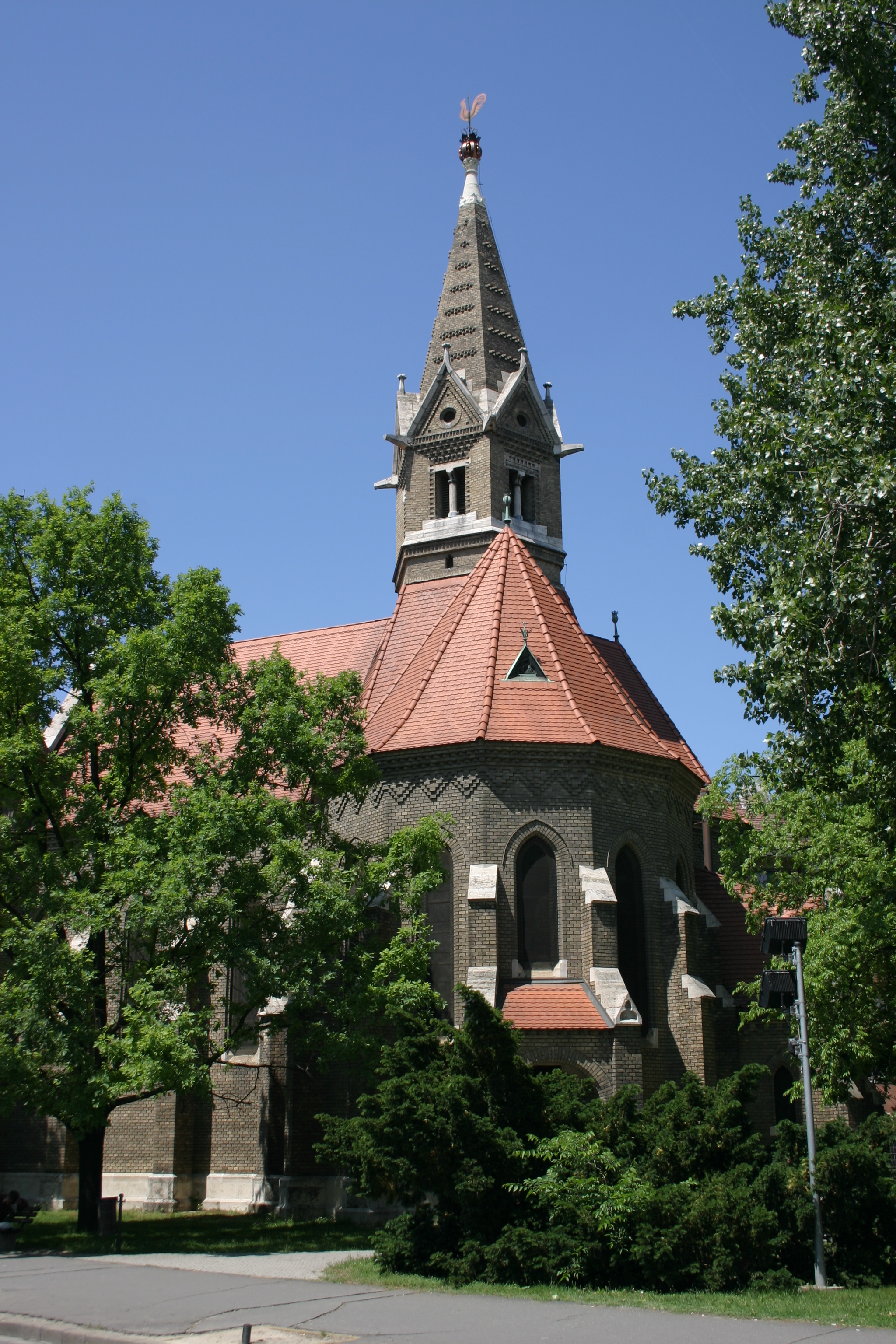
Szegedi „kakasos” református templom (1884)

A gyermek Schulek Frigyes Orsován az újgörög iskolába járt, ahol elemi tanulmányait oláh, görög és francia nyelven kezdte. 1851-ben és 1852-ben Lőcsén tanult német nyelven. Apja a kereskedelmi kamara titkáraként Debrecenbe került, így a gimnázium öt osztályát itt végezte el. Itt szerette meg a reál tantárgyakat. Szenvedélyesen vonzódott a rajzművészethez. 1857-től a pesti főreáliskolában fejezte be tanulmányait. Fiatal korától fogva tudatosan készült az építészeti pályára. Az iskolai szünidőkben kőműves-segédként helyezkedett el, hogy kitanulja mesterségének kézi művességét. Kőművesgyakorlati felkészültségéről bizonyítványt is kapott 1861-ben, a budai Polytechnikumban. Akadémiai tanulmányait Bécsben Eduard van der Nüllnél, majd Friedrich von Schmidtnek, a bécsi neogótikus városháza építőjének mesteriskolájában végezte, egyebek közt barátjával Steindl Imrével, az Országház későbbi tervezőjével egyetemben. Schmidt professzor ültette el benne a középkori építőművészet ismeretét, és szeretetét. 1866-ban tanulmányútra indult. Párizsban, majd Itália-szerte, később ismét Bécsben tanulmányozta az építőművészet remekeit. Része volt a híres Wiener Bauhütte megalapításában, amely az akkori Bécs építészeti életének egyik központja lett, és amelynek a középkori műemlékeket ismertető és felvételeit tartalmazó kiadványaik nagy hírre tettek szert Európa szerte. Közben a festészetben és rajzolásban is fejlesztette képességeit a bécsi Szépművészeti Akadémián, miközben művészettörténeti előadásokat hallgatott a bécsi Tudományegyetemen. 1867-ben a párizsi kiállításon nagy sikerrel szerepelt a regensburgi székesegyház felméréseiről készített rajzaival. Bécsből, barátja Steindl Imre hívására érkezett Pestre, aki az akkori Lipót utcai új városháza tervezési munkáihoz vette maga mellé Schuleket. Még nem volt harmincéves sem, amikor végleg letelepedett Pesten, 1870-ben. Az ulmi székesegyház restaurációs munkáira szóló felkérést már visszautasította, mert tudását a hazai műemlékek megőrzésére kívánta fordítani.
1871-ben a Mintarajziskola tanára, majd a későbbi Képzőművészeti Főiskola, ún. Ékítményes és Építészeti tanszék rajztanára lett. Ott ahol Kelety Gusztáv, Székely Bertalan, és Lotz Károly festőművészek, valamint Izsó Miklós szobrászművész tanártársaként oktathatta a művésznövendékeket. 1872-ben Henszlmann Imrének, a magyar művészettörténet nagy úttörőjének vezetése alatt létrejött Műemlékek Országos Bizottságának alapító tagja, építésze lett. E minőségében vált ő az ország első restaurátorává. Az ő tervei nyomán állították helyre egyebek mellett a visegrádi Salamon-tornyot, amelynek tervrajzait Bécsben is kiállították, és a nemzetközi zsűri művészeti érmével tüntettek ki. Számos vidéki templom helyreállítási terveit, vizsgálatát készítette el. Restauráló tevékenységének egyik legkimagaslóbb alkotása, az 1893-ban befejeződő, budavári Mátyás-templom helyreállítási munkálatai voltak.
1895-ben a Magyar Tudományos Akadémia levelező tagjává, majd 1917-ben rendes tagjává választották. Steindl Imre halála után nevezték ki a Műegyetem professzorának. 1903 és 1911 között a középkori építészet tanára volt a budapesti Műegyetemen. 1913-ban nyugdíjazták, de kinevezett utód híján továbbra is tanított a Műegyetemen. Stílusa a historizmus volt, bizonyos eklektikus elemekkel. Testi – szellemi frissességét élete végéig megőrizte. Az utolsó éveinek javát Balatonlellén töltötte. Itt halt meg és temették el 1919. szeptember 5-én. Schulek Frigyes hamvait 1959-ben a visegrádi temetőbe helyezte át a család.
Házastársa Riecke Johanna (1850–1944) volt, akivel 1872. április 2-án Stuttgartban kelt egybe. Tíz gyermekük született, de közülük csak öten élték meg a felnőttkort; egy fiú és négy lány. Felesége 25 évvel élte túl, 1944. március 25-én hunyt el Budapesten, 94 éves korában.

## Önálló munkái
A magas kort megért művész életútjához képest is feltűnő, hogy lehetőségeihez képest is mennyire kevés eredeti mű készült el, keze nyomán. Módja lett volna pedig számos megbízást vállalni, és elvégezni. De őt nem ragadta el a mohóság és nem vonzotta a hírnév sem. Anyagi értelembe vett sikerre sem vágyott, de nem is volt része benne. Szerény volt, de csak mint magánember, munkájában, művészetében magas követelményeket állított önmaga, és tanítványai elé. Középkori emlékeink elhanyagoltsága indította őt azok tanulmányozására és védelmére. „Tettekre, áldozatokra van szükségünk, mert csak ezekkel tarthatjuk fenn a romlásnak, végpusztulásnak kitett műemlékeket” – írta Schulek visszaemlékezésében, és ő valóban tettekkel, áldozatokkal szentelte életét a múlt emlékeinek.
Schulek Frigyes mester teljesen egyedi alkotásai közül az első, az 1883-ban elkészült legérdekesebb a szegedi „kakasos” református templom, amely a mester elmélyedő, mégsem utánzó történeti érzékének egyik igen szép példája. A korában szokatlanul anyagszerű, tiszta téglaarchitektúra az észak-német gótika komoly, ünnepélyes egyszerűségét idézi fel bennünk. A kétkaréjos szentély kiképzés meglepő ugyan, de megfelel a protestáns liturgia szellemének. Sajátos műszaki megoldásként a torony nem a talajban gyökerezik, hanem a csillagbordás szentély boltozatára huszártoronyként telepedik rá, amely szervesen kapcsolódik a gerincvonal és a tetősíkok felületéhez. Schulek a templom mellé állítólag egy sudár jegenyét is tervezett, amelyet néhány évvel később el is ültettek, nagymértékben fokozta az épület harmonikus hatását. Hamarosan magassága azonban a kakasos toronnyal vetekedett, amikor egyszer csak kivágták. Mondják, amikor az építész Szegeden járva ezt megtudta, könnyek szöktek a szemébe.

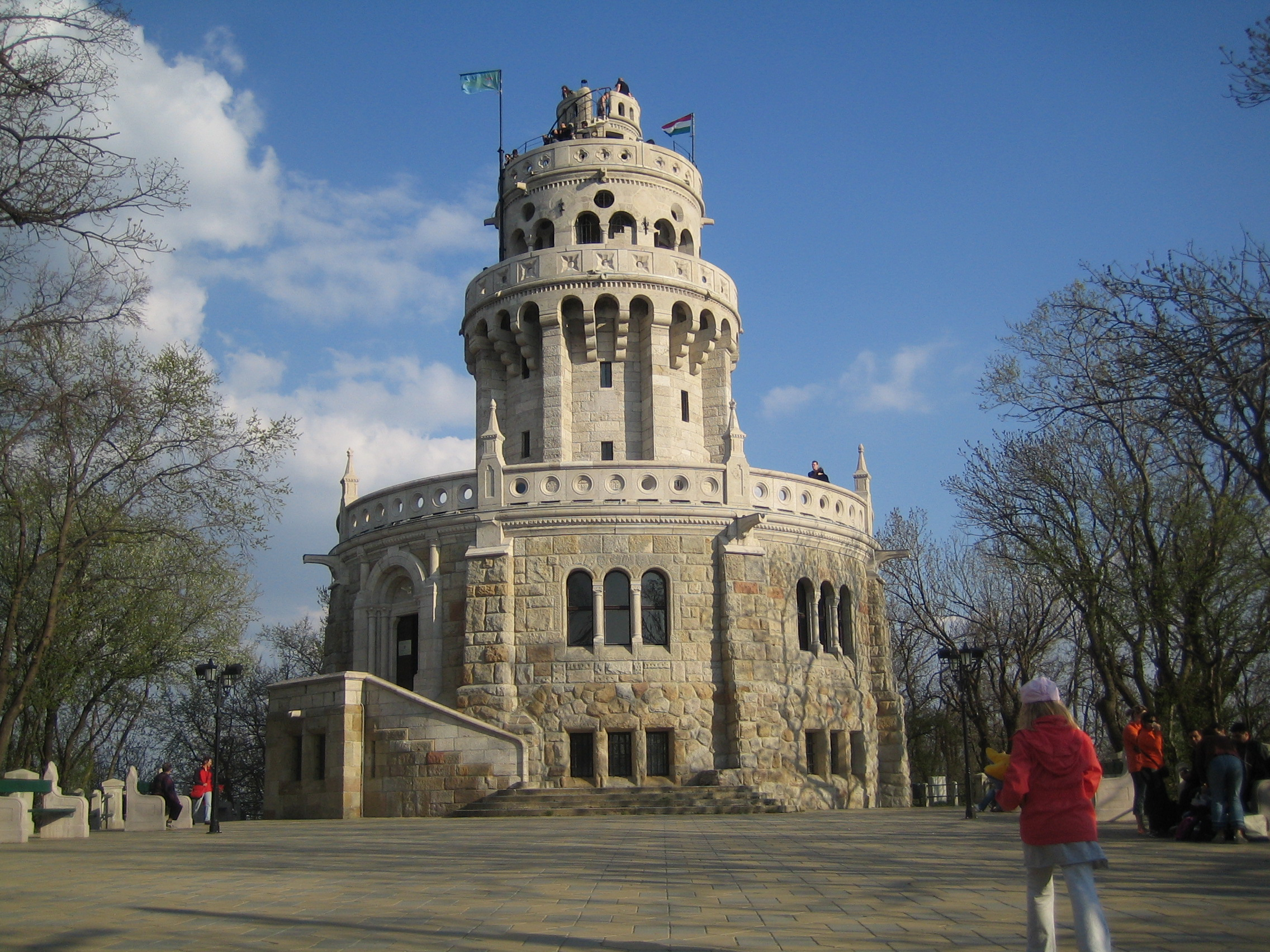
Schulek Frigyes egyik maradandó alkotása a Jánoshegyi Erzsébet-kilátó

Közismert műve a neoromán stílusban felépült Jánoshegyi-kilátó, amelynek környékén barátjával, Székely Bertalannal oly gyakorta sétálgatott.
A szegedi Fogadalmi templom teljes tervezetét is elkészítette 1912-ben, de végül is nem került kivitelezésre, mert a városnak nem volt elég pénze Schulek terveihez. A város vezetése felszólította akkor a tervek átdolgozására, amely költségek csökkentését célozták meg. Schulek – bár kedvetlenül – el is végezte a kívánt változtatásokat, de a kiviteli tervek szoros határideje, az ő minden részletre kiterjedő, lassabb munkastílusa számára terhes volt ez, és így visszalépett a továbbiaktól, s ezzel átadta a terepet Foerk Ernő építésznek, aki vállalta, hogy monumentális templomot épít Szegednek. Schulek Fogadalmi templom terve ma is ismert, sokan gondolták és gondolják úgy, hogy Schulek tervének megvalósítása szerencsésebb lett volna. Ezen persze ma már nincs mit gondolkodni, Szeged és környéke népéből már több adót nem lehetett kipréselni, a dóm építése, az első világháború, a forradalmak mind leginkább a sok szegény embert sújtotta, nagy áldozatokat hoztak azért, hogy a magas állami és helyi adókat befizessék mind a dualizmus korában, mind a két világháború közt, bizony gyakran látjuk, hogy építészek szép tervei a pénzügyi szűkösségen buknak el. Így járt Schulek szegedi Fogadalmi templom terve is.

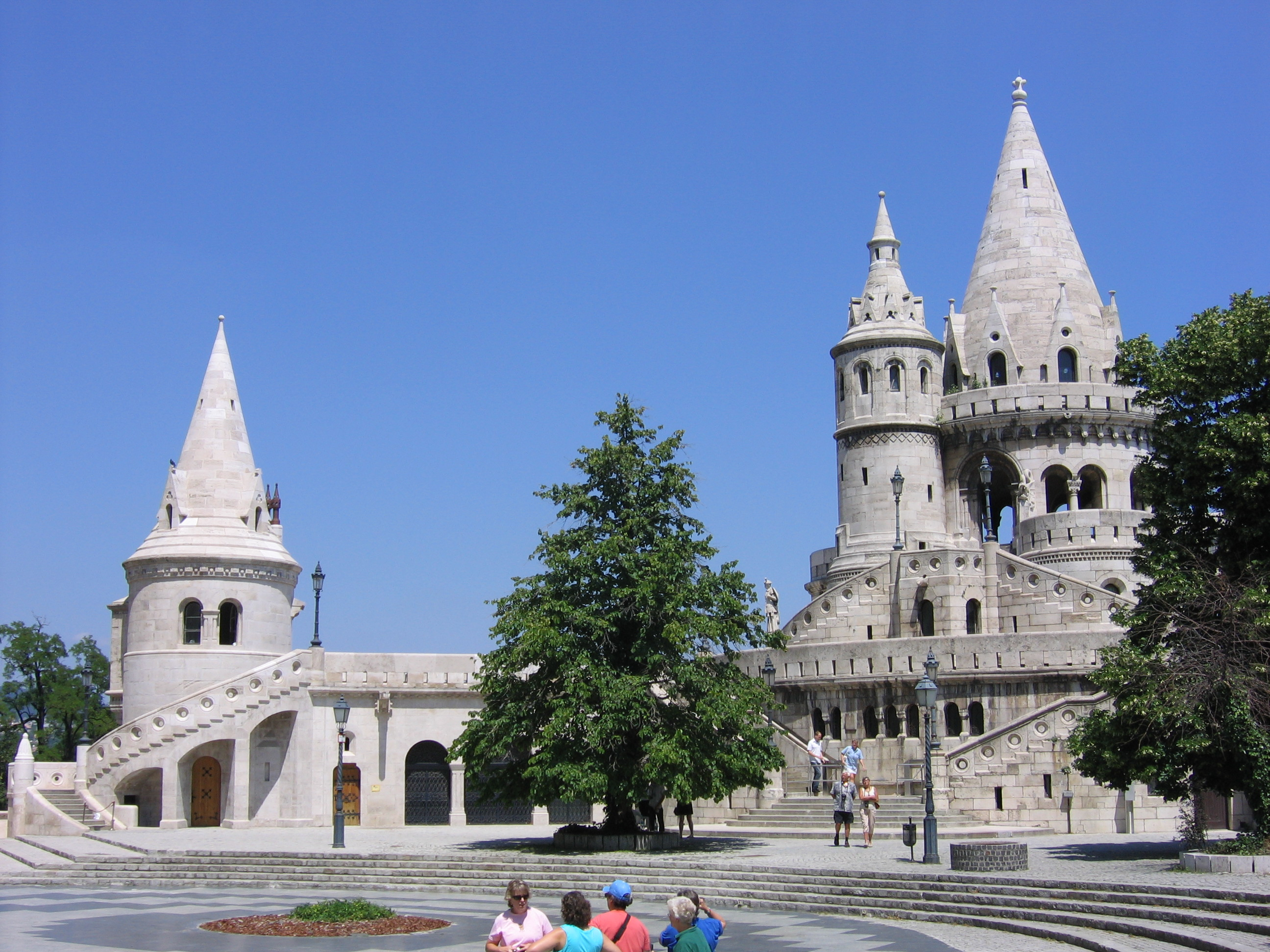
Schulek Frigyes főműve: a Halászbástya

A budai Mátyás-templom nagyszabású felújítási műveletek kapcsán került elő a Halászbástya terve, amelynek több lépcsőben elkészült épületegyüttese önálló építészeti alkotásai közül, élete főművének számít. A Halászbástya megépítése kapcsán elmondható, hogy a budai Várhegynek ezt az alapvetően és eredendően hadi célokat szolgáló területét Schulek úgy alakította át békés sétánnyá, és kilátó objektummá, hogy a Várhegy építészetileg, és városképileg elhanyagolt szakasza, a Várhegy egyik jelentőség teljes építészeti egységét alkossa a mögöttes és felújított Mátyás-templom egyberendezésével. A pusztulóban lévő bástyafalnak még ép és hasznavehető szakaszait az újonnan létesített bástyafal tömegeivel egyetlen megszakíthatatlan, de arányosan tagolt tömegbe foglalta össze, úgy, hogy a régi falak merevségét fellazította, és támaszfalként is, városszépítő elemként is megfelelő bázist alkotott. A műhöz tartozó tereprendezés során alkalmazkodott a környezet adottságaihoz. Az a mód, ahogyan a bástyafalak alján lévő természetes alakban megmaradt régi, súlyosan nagy tömegű kőtömbből a bástyaalap kiemelkedik és lendületesen átnő a faragott kő részletekbe, s ahogyan a bástya a tömör kőtömegből felfelé magasodva egyre áttörtebbé, egyre könnyebbé válik, egészen a bástyával egy összképet alkotó templom csiketornyáig – az architektúra olyan nagyvonalúságáról tanúskodik, amely igazi mesterre vall. A részletek finomsága, kidolgozottsága a középkori céhmesterek műveinek áhítatos műgondjával és ízlésével vetekedik.
A Halászbástya – mint Budapest idegenforgalmának egyik leglátogatottabb objektuma – vonzását nemcsak a mű látványának, hanem a róla táruló csodálatos panorámának is köszönheti. A várhegyi sáncok kőfalán, ahol egykor ágyú dörgött, és csatazaj harsogott, ma békés látogatók ezrei gyönyörködnek a főváros és az épület nyújtotta szépségben, hála Schulek Frigyes nagyszerű építészeti képzelőerejének.

## Építészeti alkotásai

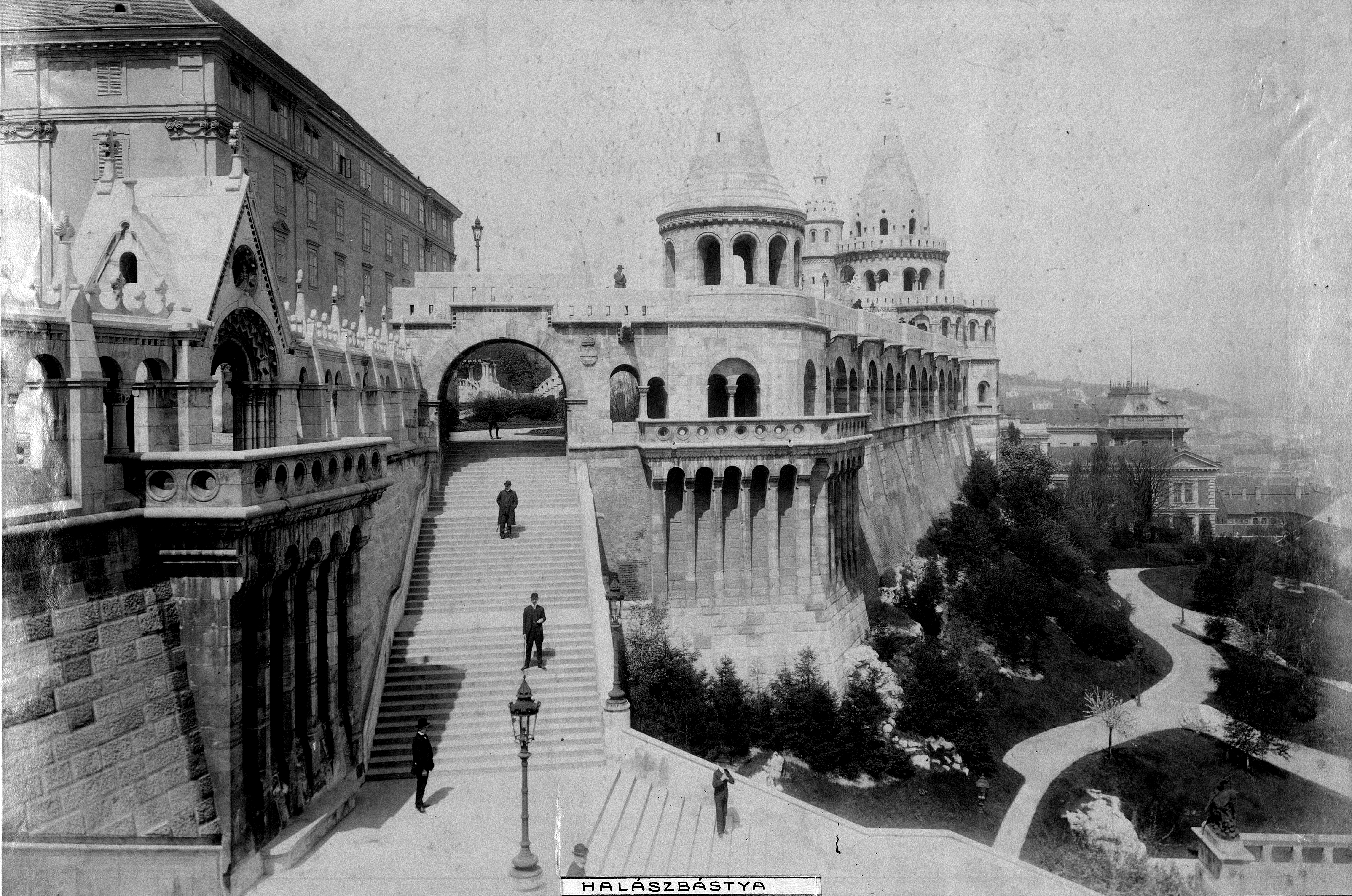
A reprezentatív Schulek lépcső, amely ma az építész nevét viseli, 1907 körül

- Számos középkori építészeti emlék helyreállítása fűződik nevéhez:
  - a Budavári Nagyboldogasszony templom (Mátyás-templom) neogótikus átépítése (1873 – 1896)
  - a jáki templom,
  - a csütörtökhelyi kápolna,
  - a kisszebeni templom,
  - a lőcsei városháza,
  - az eperjesi Szent Miklós-kegytemplom tornyának átépítése
- Tervei szerint épült:
  - a szegedi "Kakasos" református templom észak-német gótikus stílusban (1884),
  - a csabdi öreg kúria (1894),
  - a verseci katolikus templom (1860-63),
  - a budapesti Halászbástya (neoromán, felavatva: 1903),
  - a budapesti János-hegyi Erzsébet-kilátó (1910).

## Fontosabb írásai
- A budavári főegyház környékének rendezése (Magyar Mérnök és Építész Egylet Közlönye XXVIII., 1894)
- Schulek Frigyes építész (1841–1919) önéletírása 1895. február 22-én; sajtó alá rend. Schulek János, szerk. Horváth Alice; BME, Bp., 1991

## Emlékezete
- A szegedi Nemzeti Emlékcsarnokban (Dóm tér, a körbefutó árkádok alatt) őrzik portré szobrát, amely Strobl Alajos alkotása
- Schulek Frigyesről szakközépiskolát neveztek el. 1995.-ben a korábbi Vági István szakközépiskola neve megváltozott, az iskola neve Schulek Frigyes Építőipari Műszaki Szakközépiskola lett. 2015-től az iskola a Budapesti Komplex Szakképzési Centrum Schulek Frigyes Két Tanítási Nyelvű Építőipari Szakközépiskolájaként működik, 2016-ban pedig szakgimnázium lett. 2020 óta technikum.[11]
- Róla nevezték el a Margit-sziget központi sétányát.
- 2021 óta nevét viseli az 541571 Schulekfrigyes kisbolygó.[12][13]

## Album

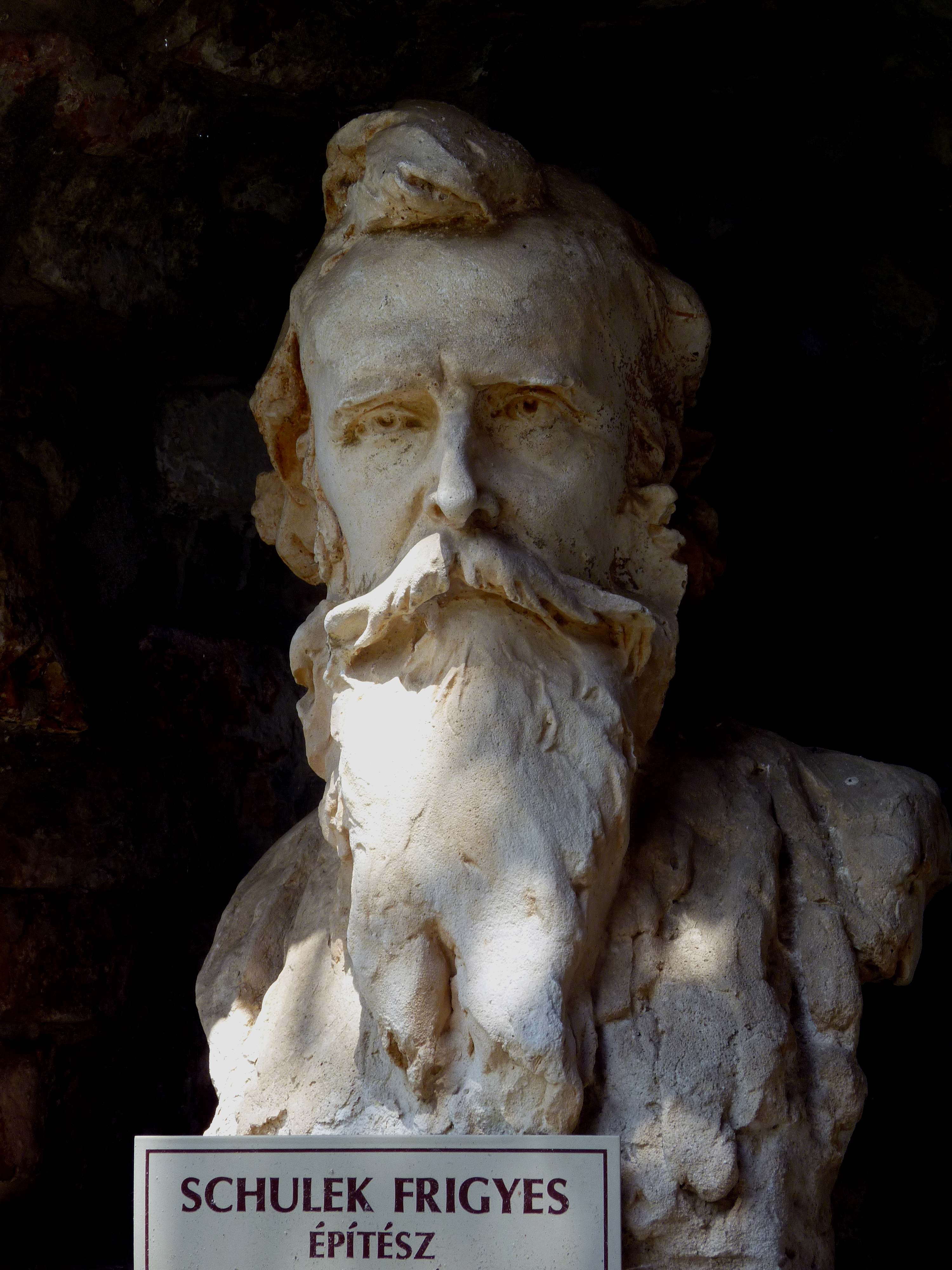
Bory Jenő: Schulek Frigyes mellszobra (Bory-vár, Székesfehérvár)
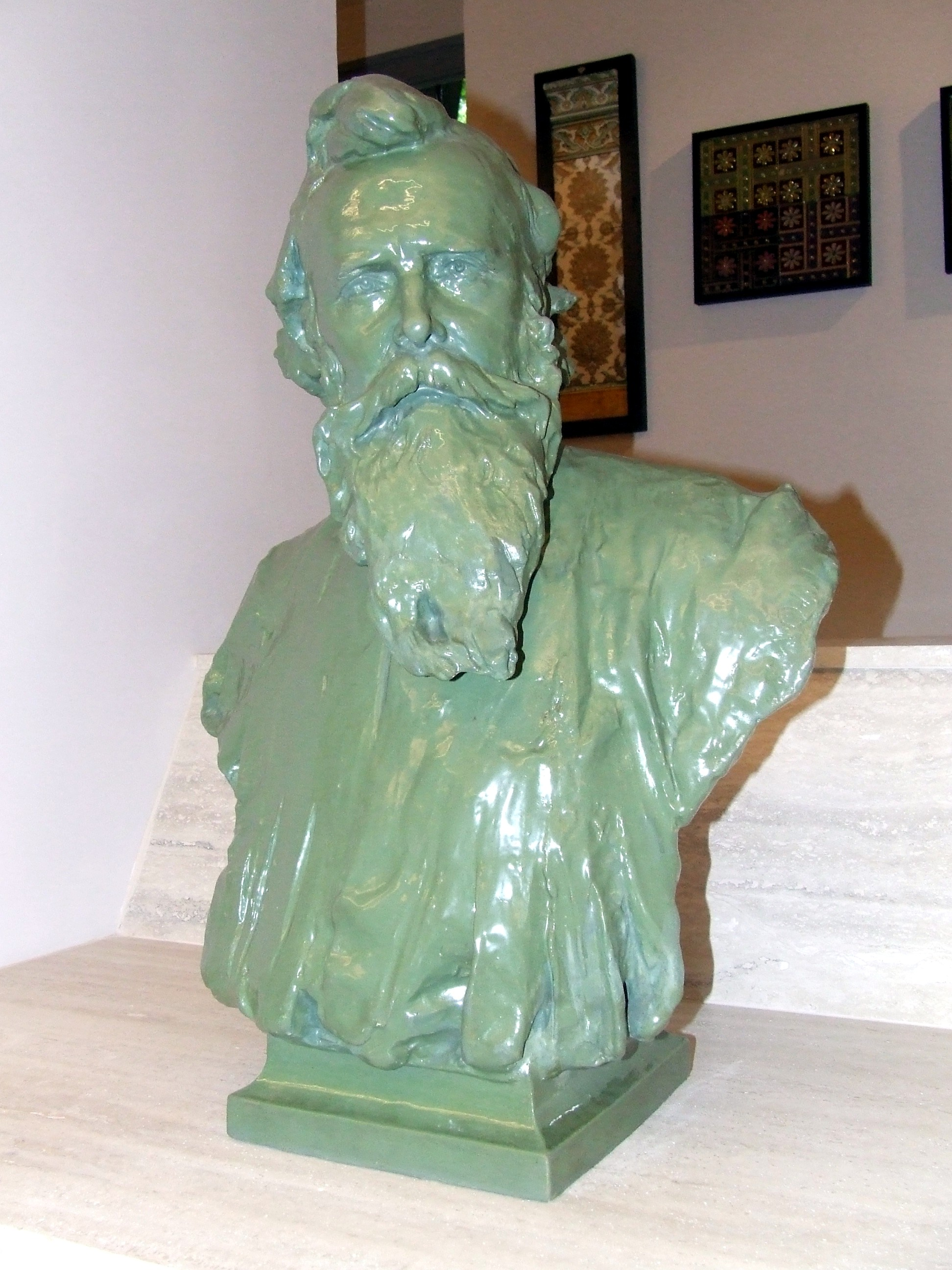
Schulek Frigyes (1841–1919) építész portrészobra a pécsi Zsolnay Múzeumban. Strobl Alajos alkotása (1907 körül)
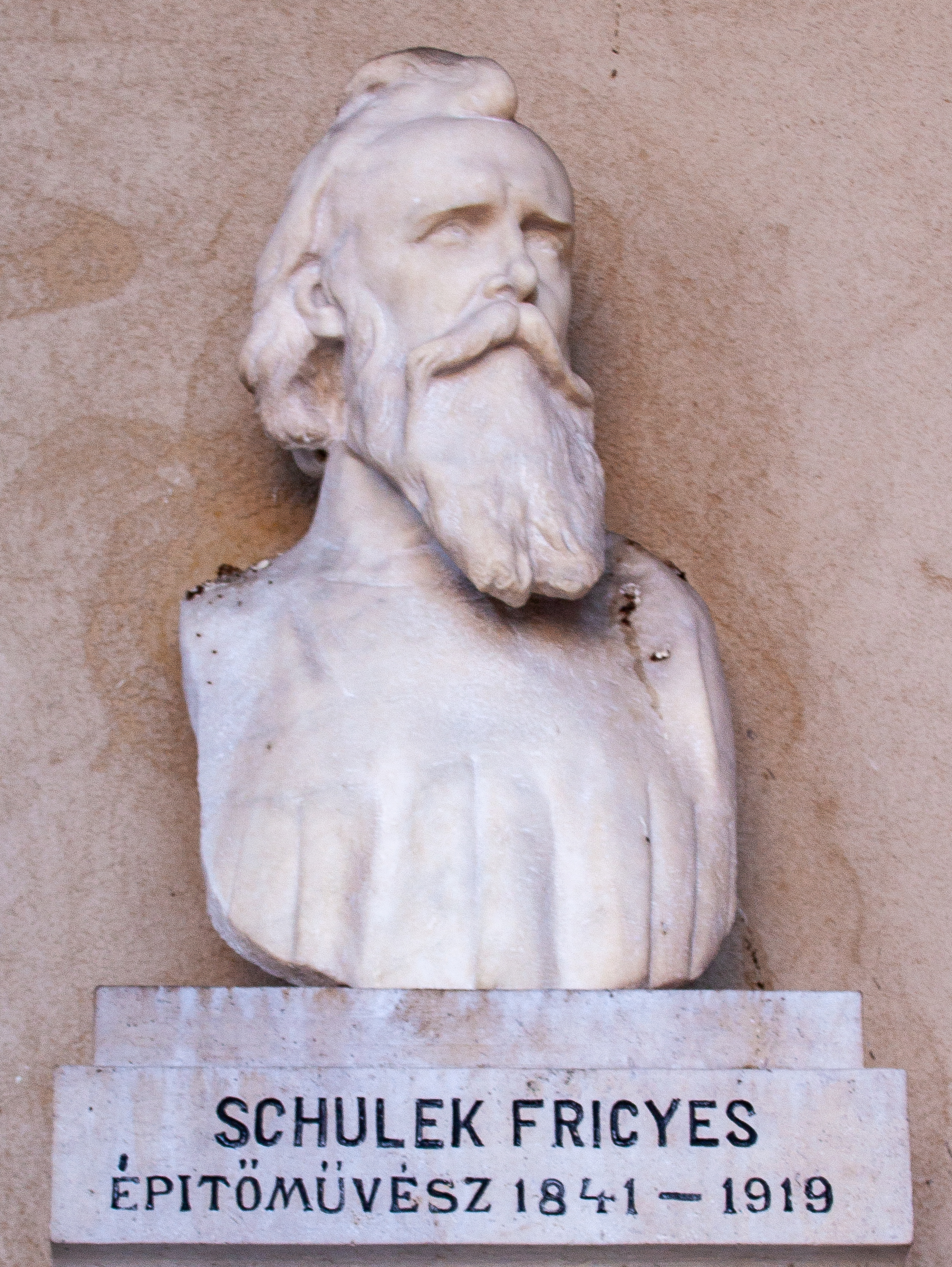
Magyar: Schulek Frigyes (1841-1919) építész mellszobra a szegedi Nemzeti Emlékcsarnokban A szobor Stróbl Alajos alkotása
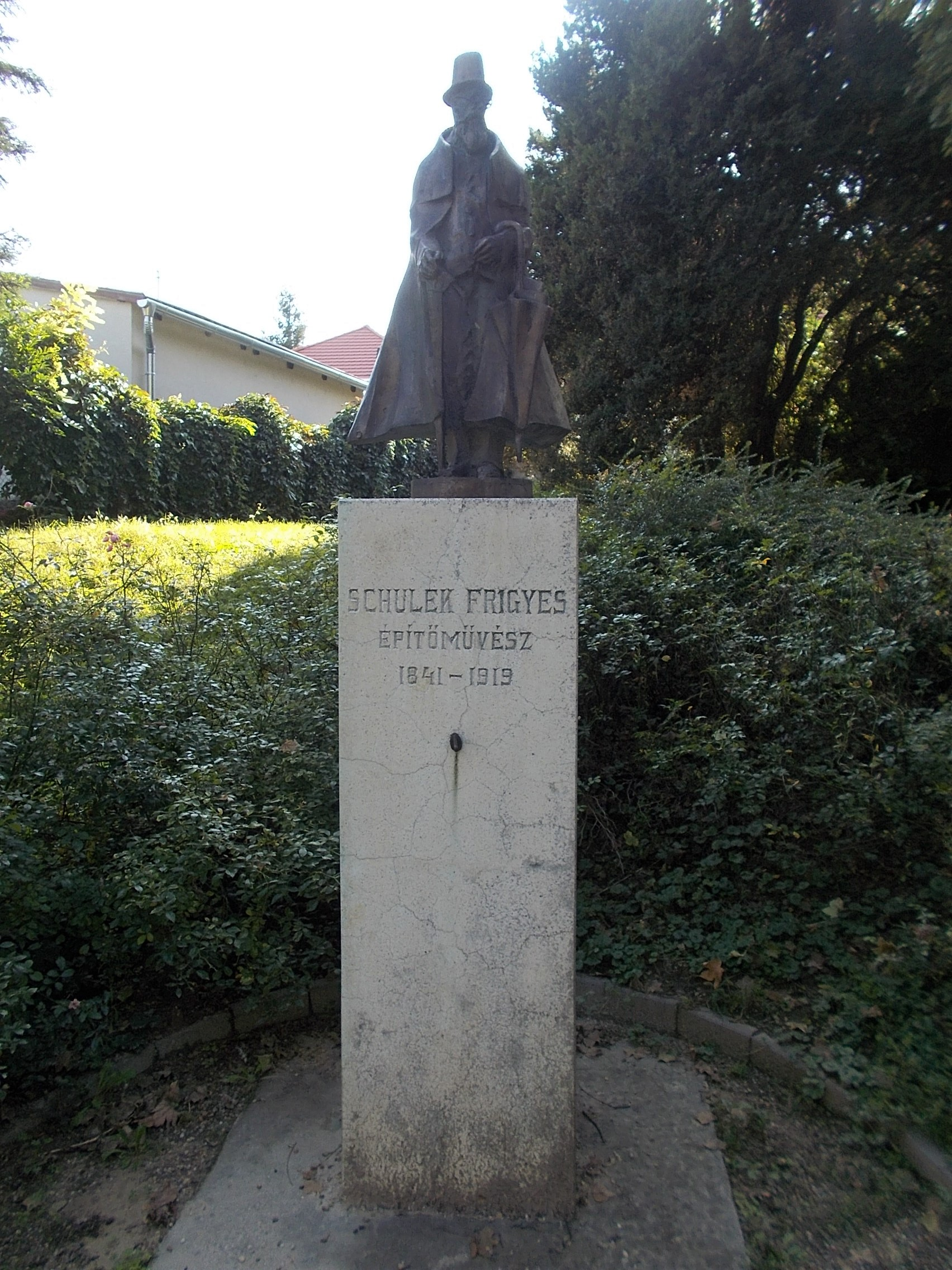
Rétfalvi Sándor. Schulek Frigyes (1989. évi bronzszobor mészkő alapon) – A Szalay kastély parkjában található, a Kossuth Lajos utca mellett, Balatonlelle, Somogy megye.
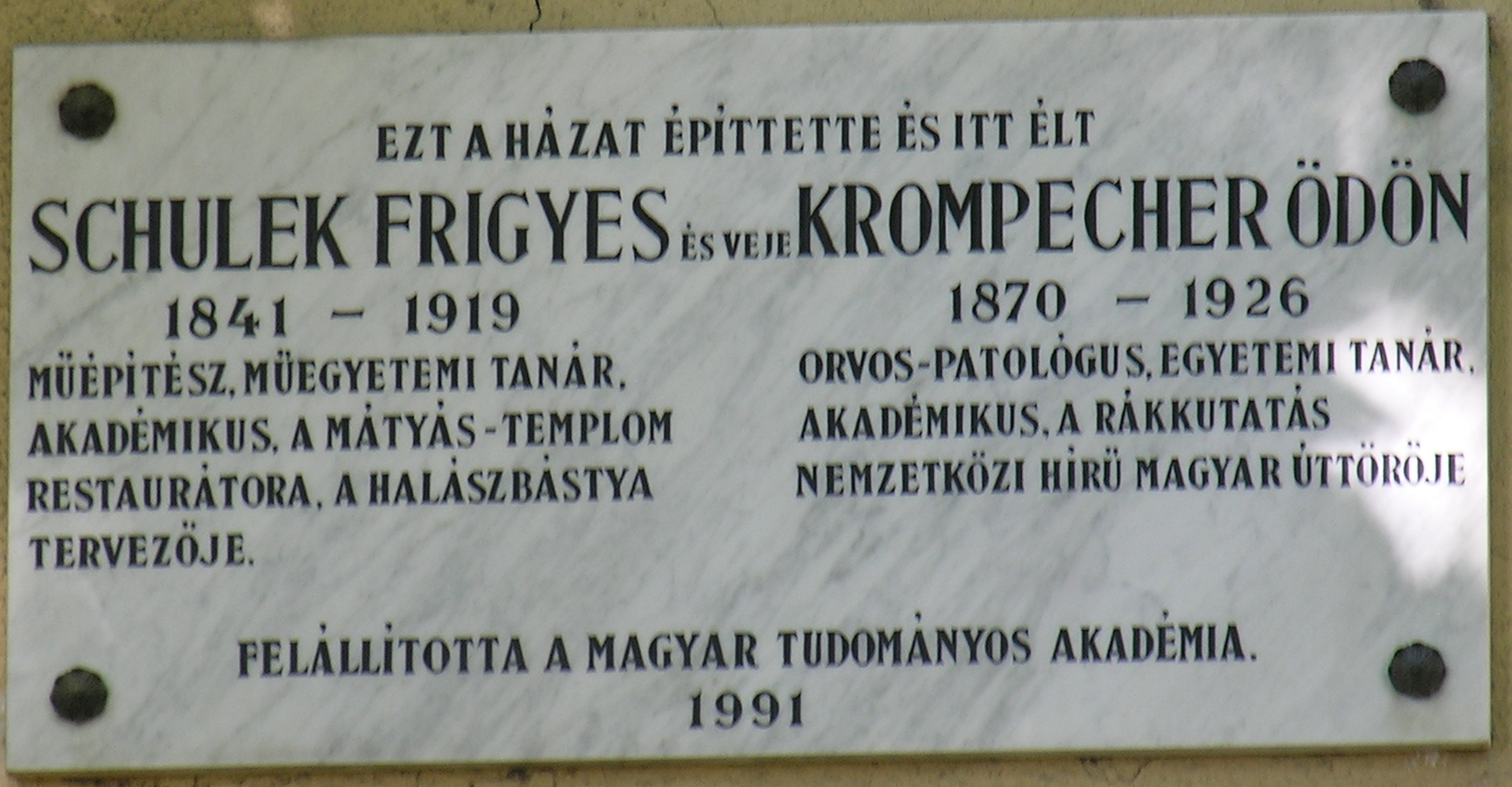
Schulek Frigyes és Krompecher Ödön emléktábla, Budapest, XI., Ménesi út 19.
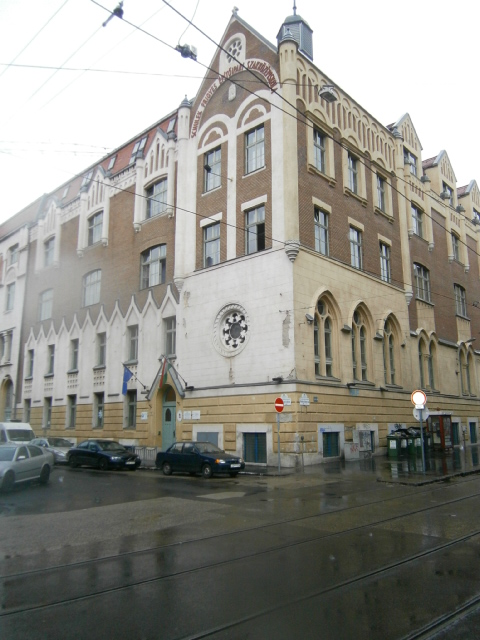
Schulek Frigyes Két Tanítási Nyelvű Építőipari Szakgimnáziuma, Budapest, Mosonyi u. 6, 1087

## Ízelítő más műveiből

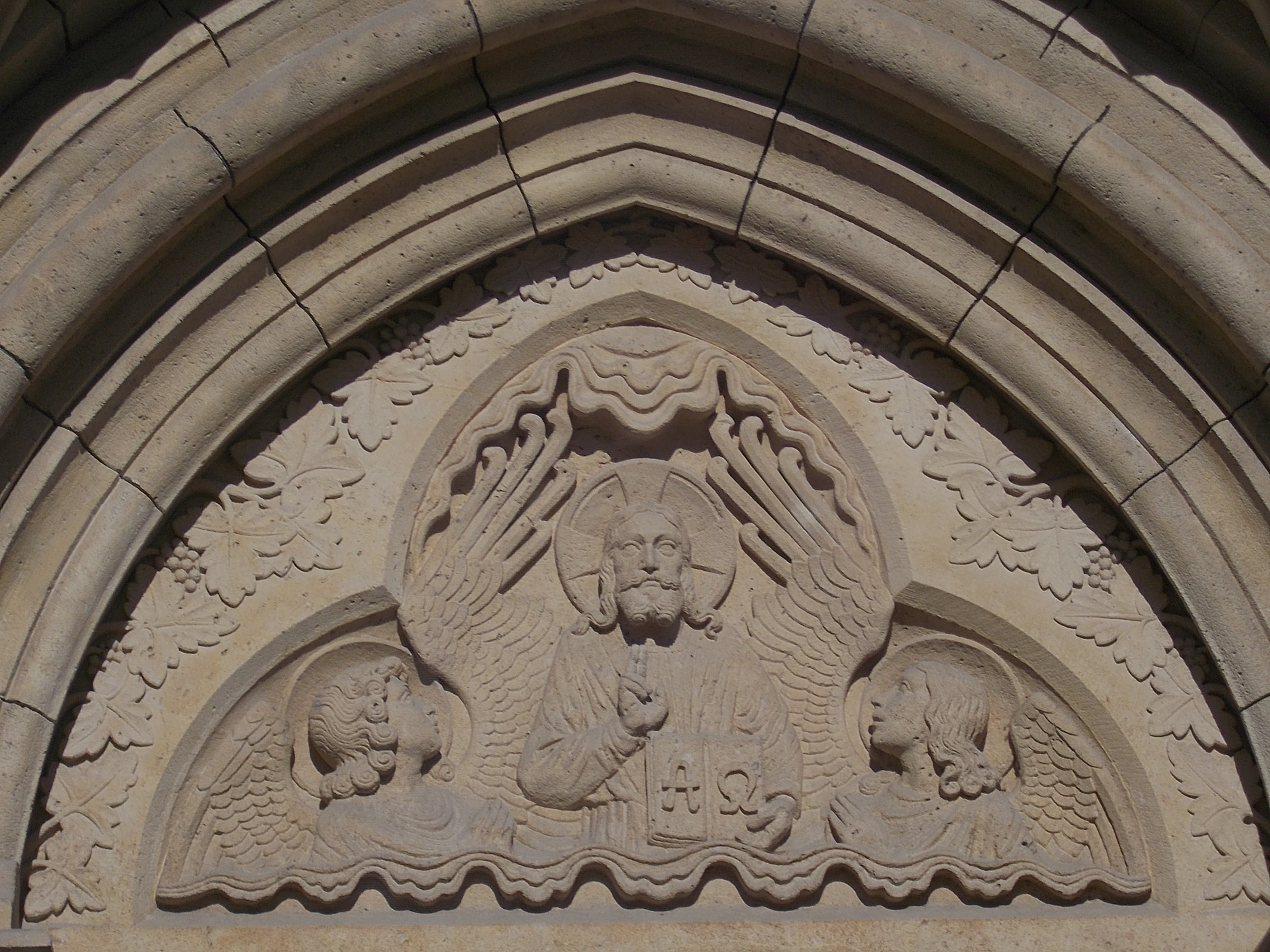
Majestas Domini-dombormű, másolat (1896, eredetileg 1259), Nagyboldogasszony-templom, budai vár
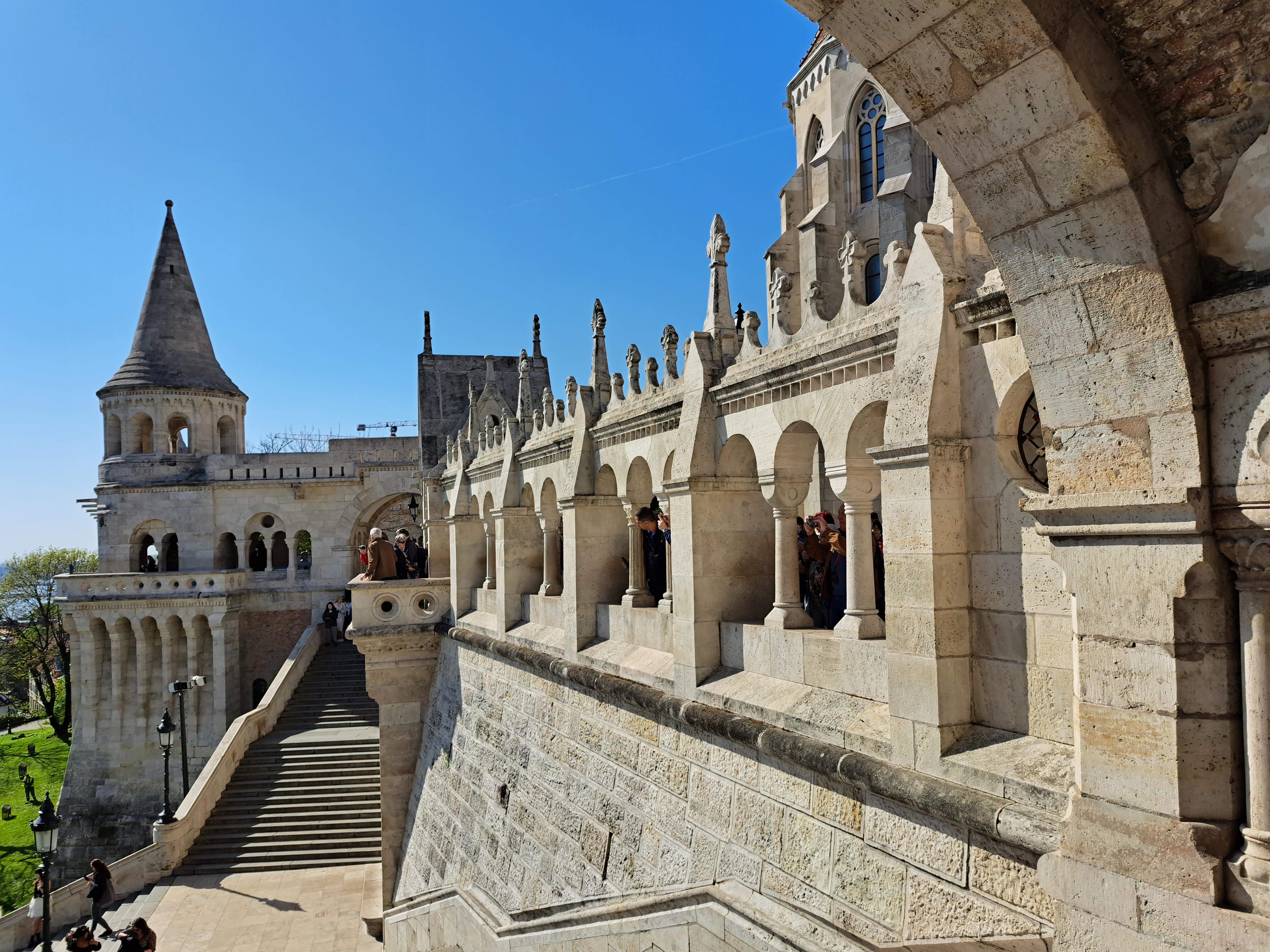
Halászbástya, budai vár (1895–1902, tervező)
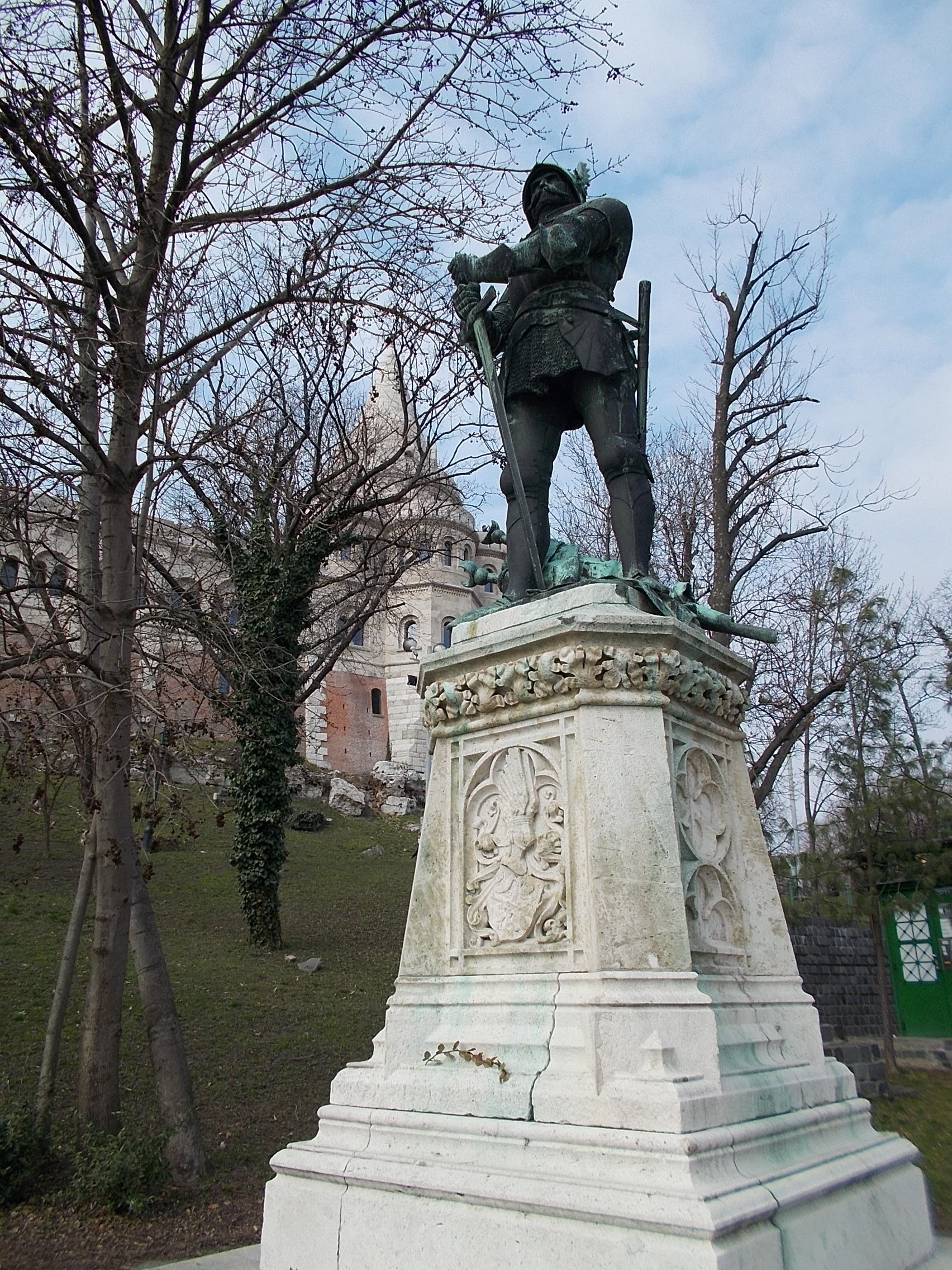
Hunyadi János szobra, budai vár (1903, közreműködő építész)
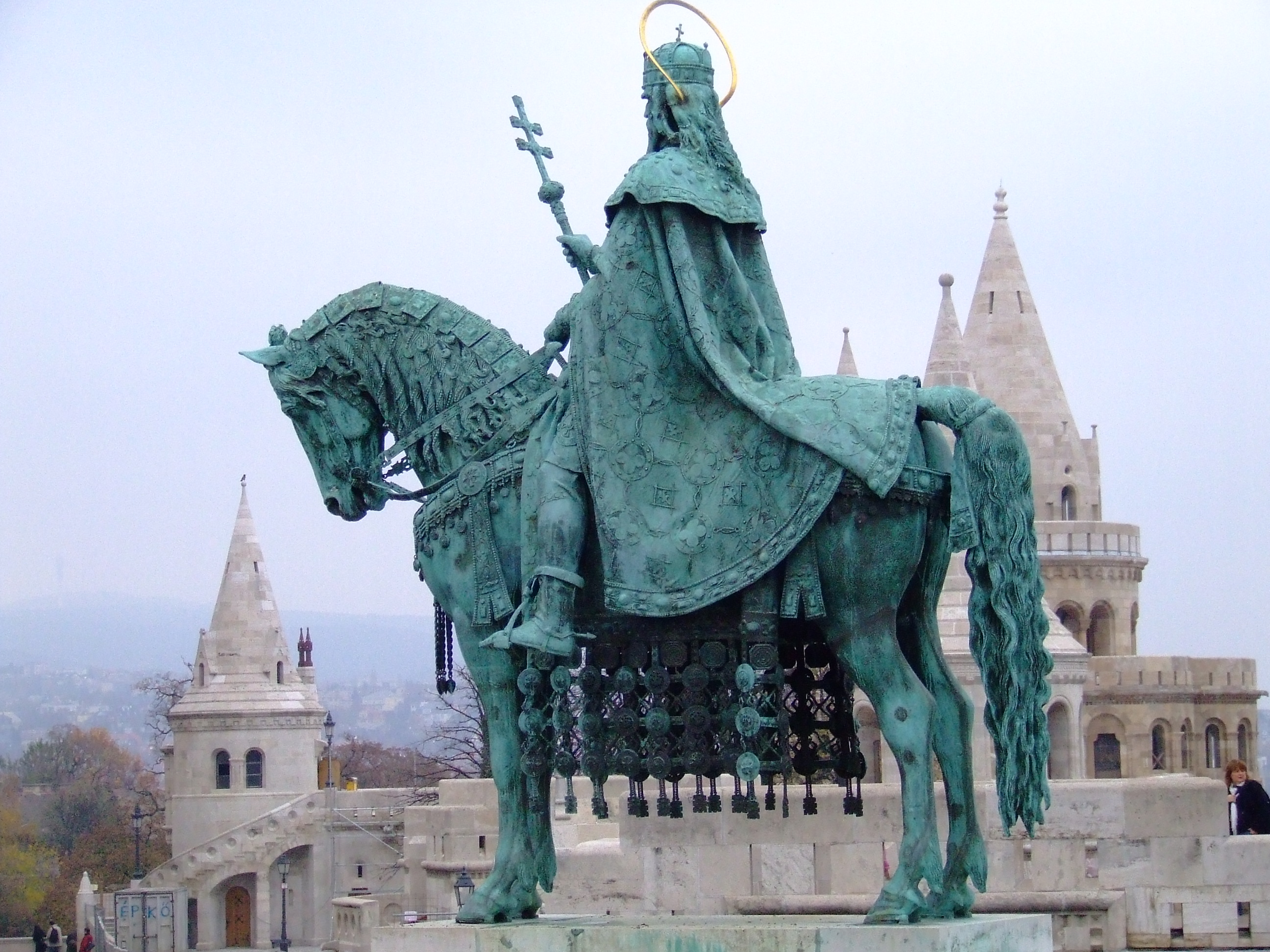
Szent István király lovas szobra, budai vár (1906, közreműködő építész)
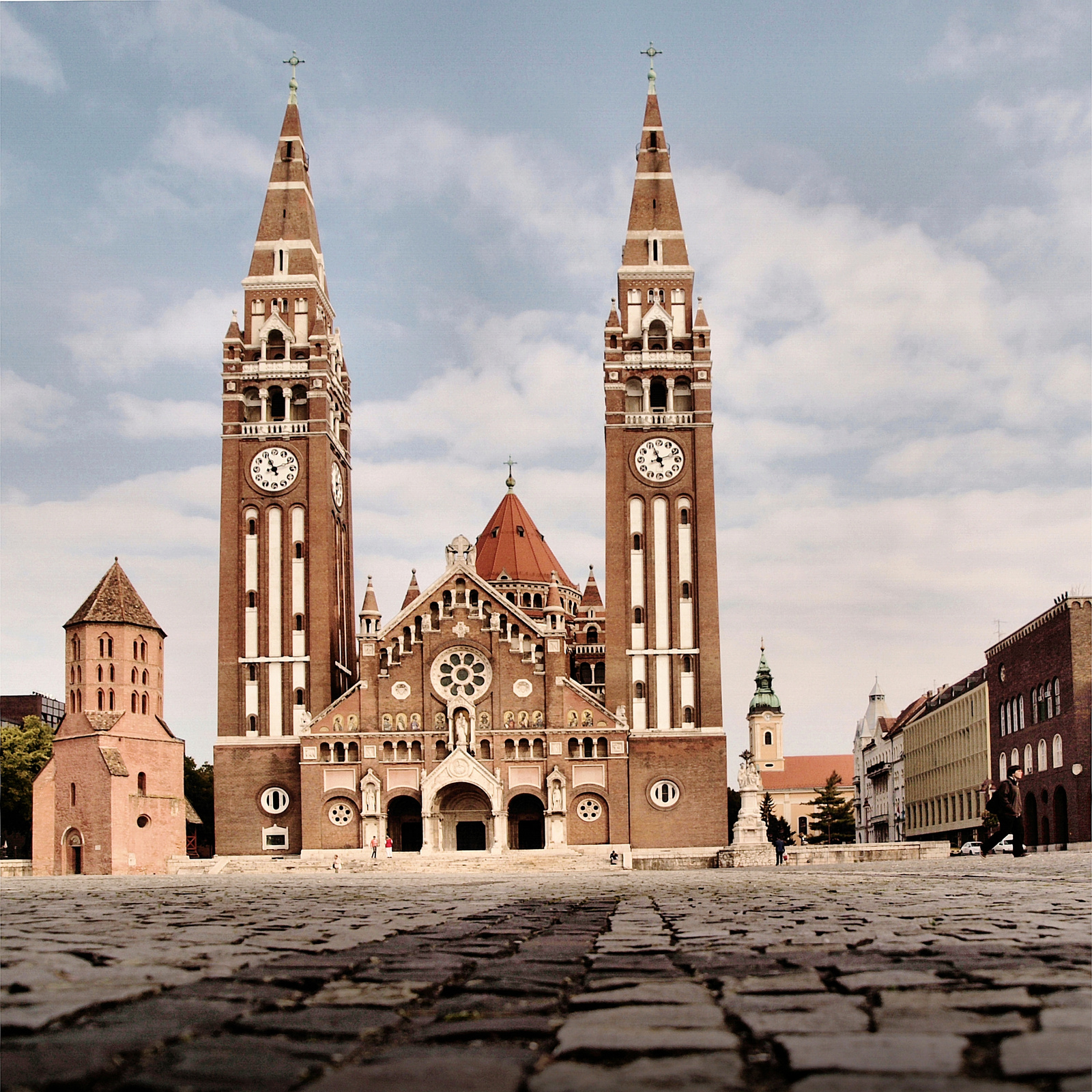
Fogadalmi templom, Szeged (1913–1930, tervező Schulek és Foerk Ernő)
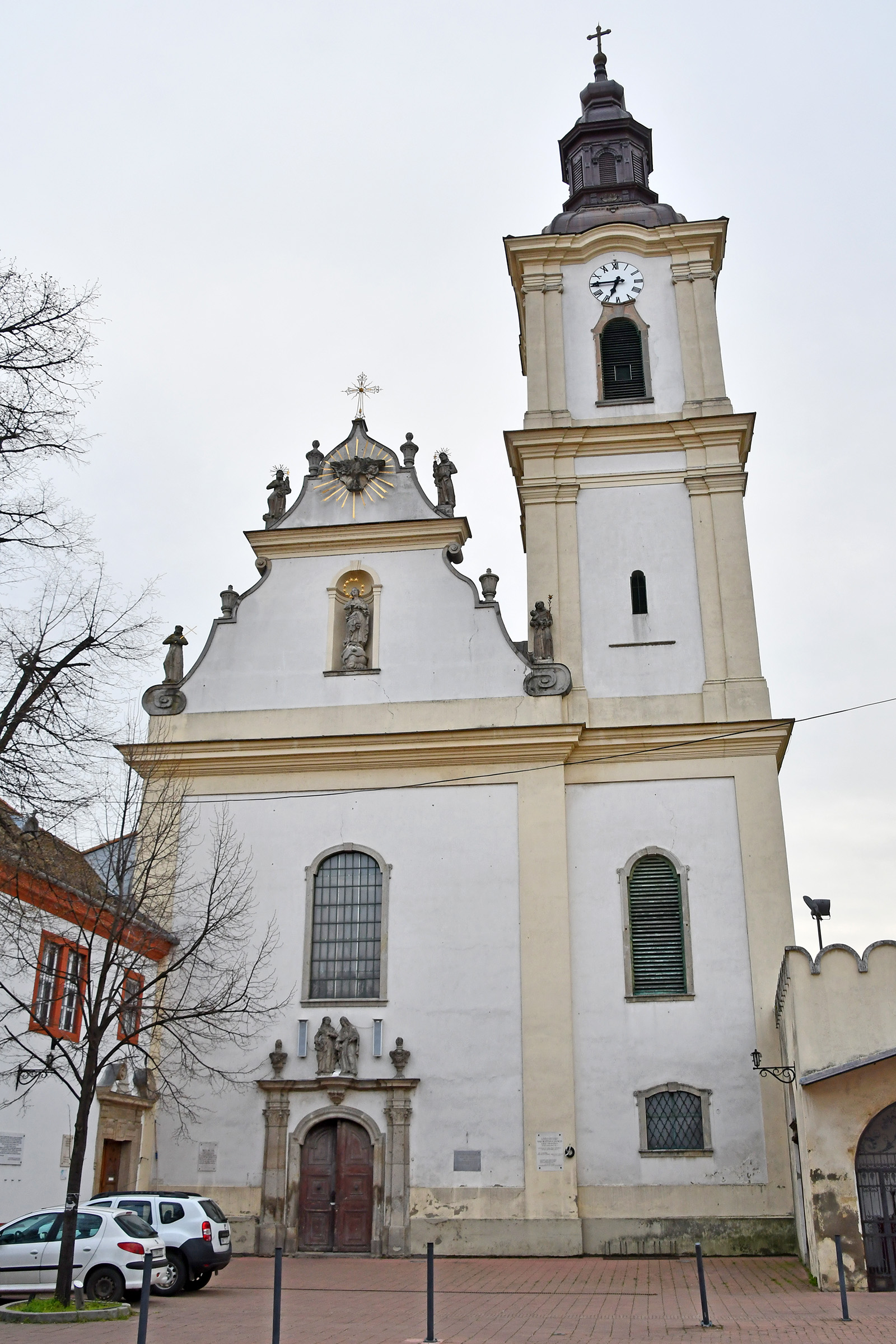
Volt ferences Sarlós Boldogasszony-templom, Gyöngyös (1910, tűzvész utáni helyreállítás, tervező Schulek és Lux Kálmán)
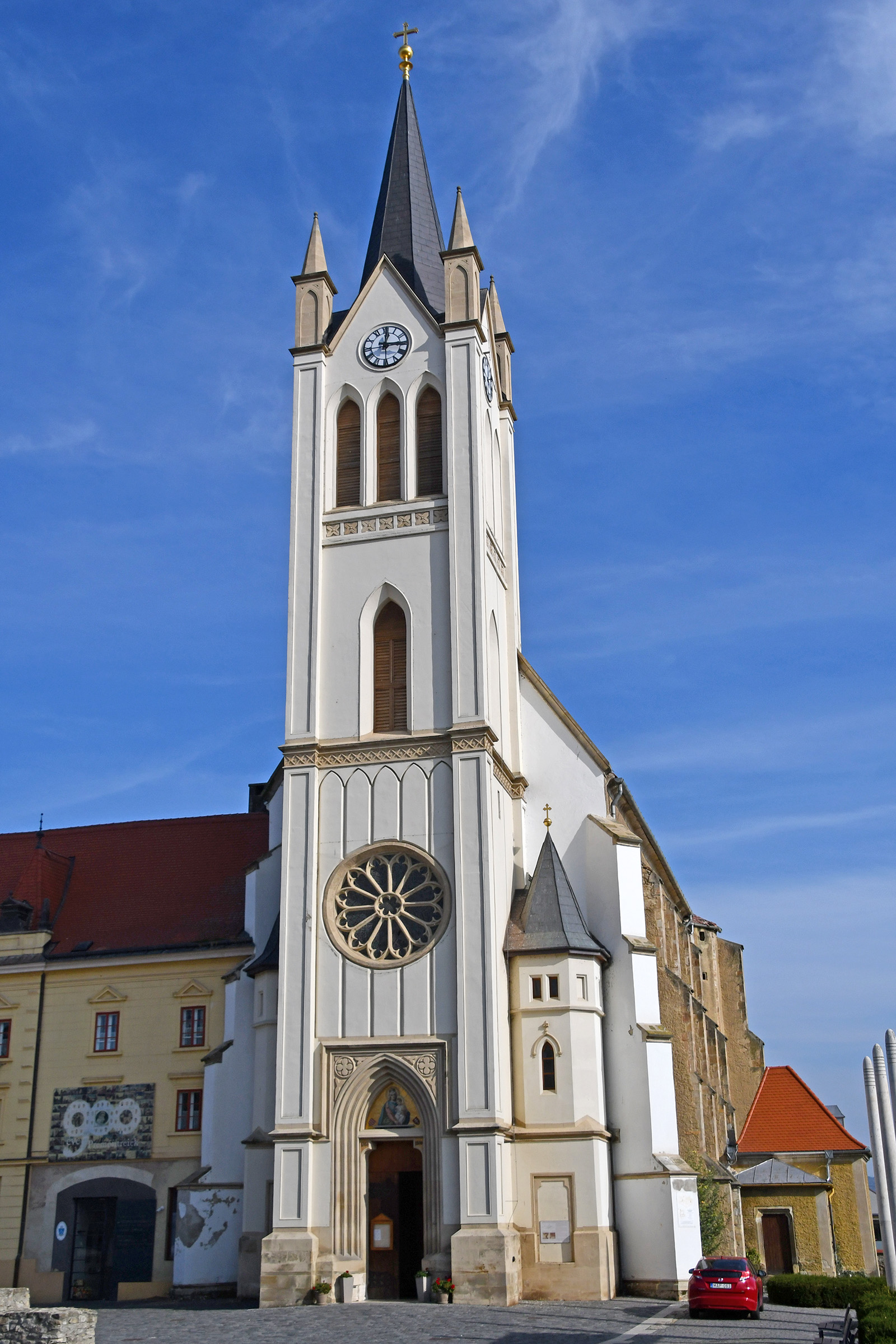
Volt ferences Magyarok Nagyasszonya-plébániatemplom, Keszthely (1896, neogótikus átalakítás, Sztehlo Ottó és Schulek)
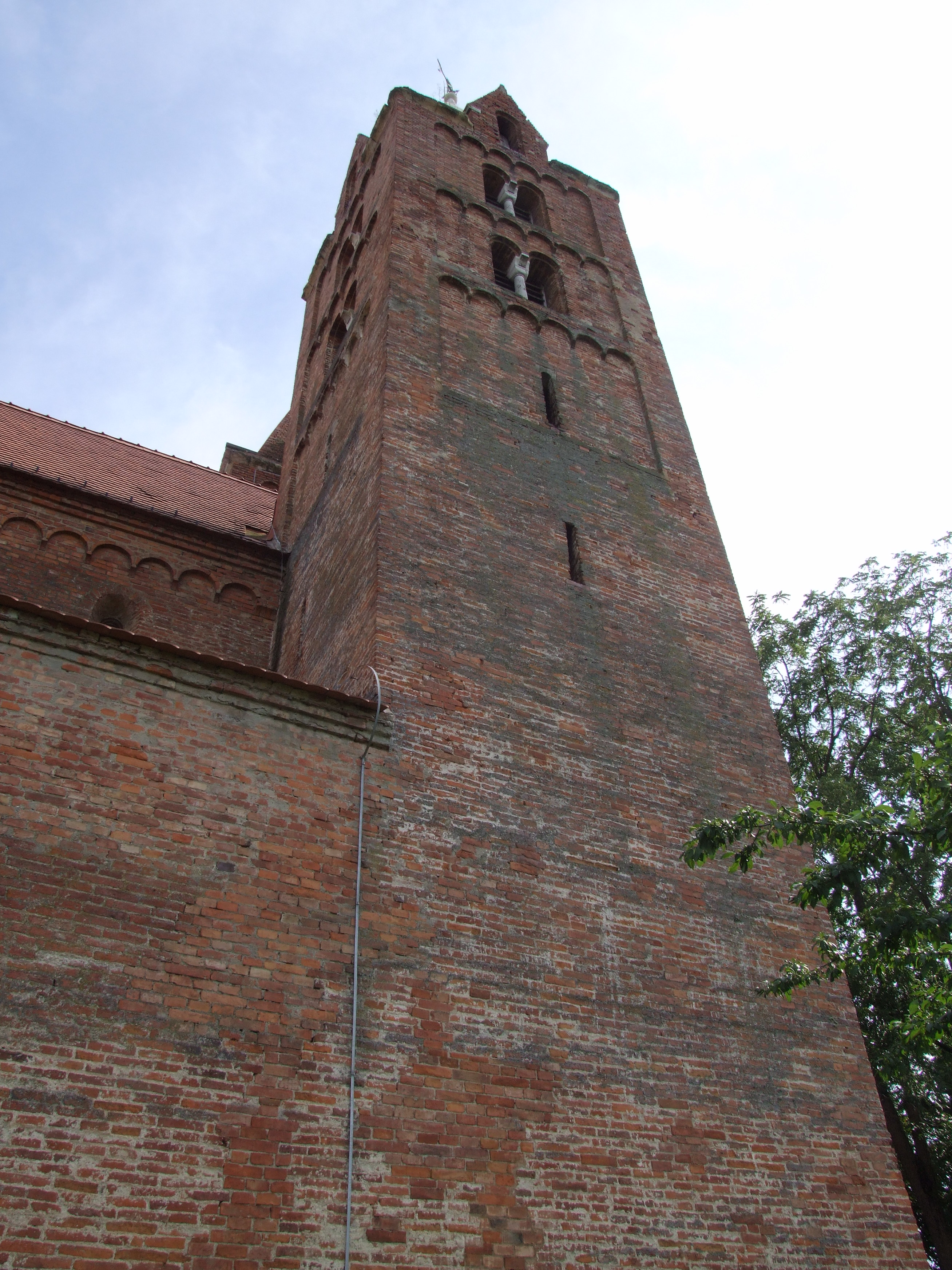
Apátsági templom, Szatmárnémeti (eredeti téglafal javítása)